# 霍頓 (紐約州)
霍頓（英語：Houghton）是位於美國紐約州亞利加尼縣的普查規定居民點。

## 人口
根據2020年美國人口普查的數據，霍頓的面積為7.07平方千米，當中陸地面積為7.05平方千米，而水域面積為0.02平方千米。當地共有人口1937人，而人口密度為每平方千米273.97人。